# 구자라트 왕국
구자라트 왕국은 오늘날 서인도의 구자라트주를 지배했던 초기 중세 왕국이다. 거의 4세기 동안 존재한 이 왕국은 처음에는 차울루키아 왕조, 나중에는 바겔라 왕조가 통치했으며, 1298년 델리 술탄국에 의해 정복되어 멸망하고 술탄국의 속주가 되었다.
구자라트 왕국은 941년 물라야가 아나힐라바다 왕국의 마지막 왕을 폐위한 후 세운 나라로, 구자라트의 여러 족장들을 굴복시켜 초대 구자라트 국왕이 되어 차울루키아 왕조를 세웠다.
차울루키아가의 일원이기도 한 구자라트군의 지휘관 라바나프라사다와 그의 아들 비라다발라는 티루바나팔라 왕의 치세 동안 매우 강력해졌다. 비라다발라의 아들인 비살라데바는 1244년에 티루바나팔라를 폐위한 후 왕위에 올라 바겔라 왕조를 개창하였다.
구자라트는 1298년에서 1304년 사이에 델리 술탄국에 의해 정복된 후 술탄국의 속주로 재편되었으며, 나중에 무자파르 왕조에 의해 술탄국으로 다시 독립했다.